# جکسونبورگ (ایندیانا)
جکسونبورگ (به انگلیسی: Jacksonburg) یک منطقهٔ مسکونی در ایالات متحده آمریکا است که در شهرستان وین، ایندیانا واقع شده‌است. جکسونبورگ ۳۰۲ متر بالاتر از سطح دریا واقع شده‌است.